# أرون ديفيز
أرون ديفيز (بالإنجليزية: Aaron Michael Davies)‏ هو ممثل أمريكي، ولد في 7 فبراير 1984 في الولايات المتحدة.

## وصلات خارجية
- أرون ديفيز على موقع IMDb (الإنجليزية)
- أرون ديفيز على موقع أول موفي (الإنجليزية)
- أرون ديفيز على موقع قاعدة بيانات الفيلم (الإنجليزية)
- أرون ديفيز على موقع كينوبويسك (الروسية)